# In Dreams
In Dreams är en rockballad skriven och lanserad av Roy Orbison i februari 1963. Den gavs senare samma år även ut på albumet In Dreams. En nyinspelning från april 1987 användes i filmen Blue Velvet.
Låten är typisk för många av Orbisons låtar då den inte innehåller tydliga verser och refränger. I själva verket repeteras inte någon av låtens delar en enda gång! Orbisons sångröst växlar också mellan två oktaver i låten, och den avslutas med ett kraftfullt crescendo där Orbison går upp i falsett. Den handlar om en person som somnar och sedan drömmer om ett liv med personen han är olyckligt kär i. Han vaknar sedan och får konstatera att det han vill bara inträffar i hans drömmar.
In Dreams blev åter uppmärksammad då David Lynch prominent använde låten i några bisarra scener i den mörka thrillerfilmen Blue Velvet 1987. I filmen är en psykopat spelad av Dennis Hopper besatt av låten och kräver att den ska spelas om och om igen. Även om Orbison blev smått chockad över hur låten användes i filmen innebar det ett ökat intresse för hans musik och att han kunde starta om sin karriär med albumet Mystery Girl.
Låten listades av magasinet Rolling Stone som #312 på deras lista The 500 Greatest Songs of All Time. I en uppdaterad version finns den på plats 319.

## Listplaceringar
| Lista (1963)   | Position                   |
| -------------- | -------------------------- |
| Danmark        | 19 (DR "Top 20")           |
| Flandern       | 7                          |
| Irland         | 1                          |
| Storbritannien | 6                          |
| Sverige        | 4 (Kvällstoppen)           |
| Sverige        | 5 (Tio i topp)             |
| USA            | 7 (Billboard Hot 100)      |
| USA            | 19 (Billboard R&B Singles) |